# Kanton Gudensberg
Der Kanton Gudensberg war eine Verwaltungseinheit im Distrikt Kassel des Departements der Fulda im napoleonischen Königreich Westphalen. Hauptort des Kantons und Sitz des Friedensgerichts war die Stadt Gudensberg im heutigen Schwalm-Eder-Kreis. Der Kanton umfasste 13 Dörfer und Weiler und eine Stadt, war bewohnt von 5.158 Einwohnern und hatte eine Fläche von 1,03 Quadratmeilen.
Die zum Kanton gehörigen Kommunen waren:

- Gudensberg
- Besse
- Dissen mit Haldorf
- Dorla
- Gleichen
- Grifte mit Heydstadt
- Holzhausen mit Neue Herberge und Fehrenberg
- Maden
- Metze
- Obervorschütz